# 잭 G. 핸슨

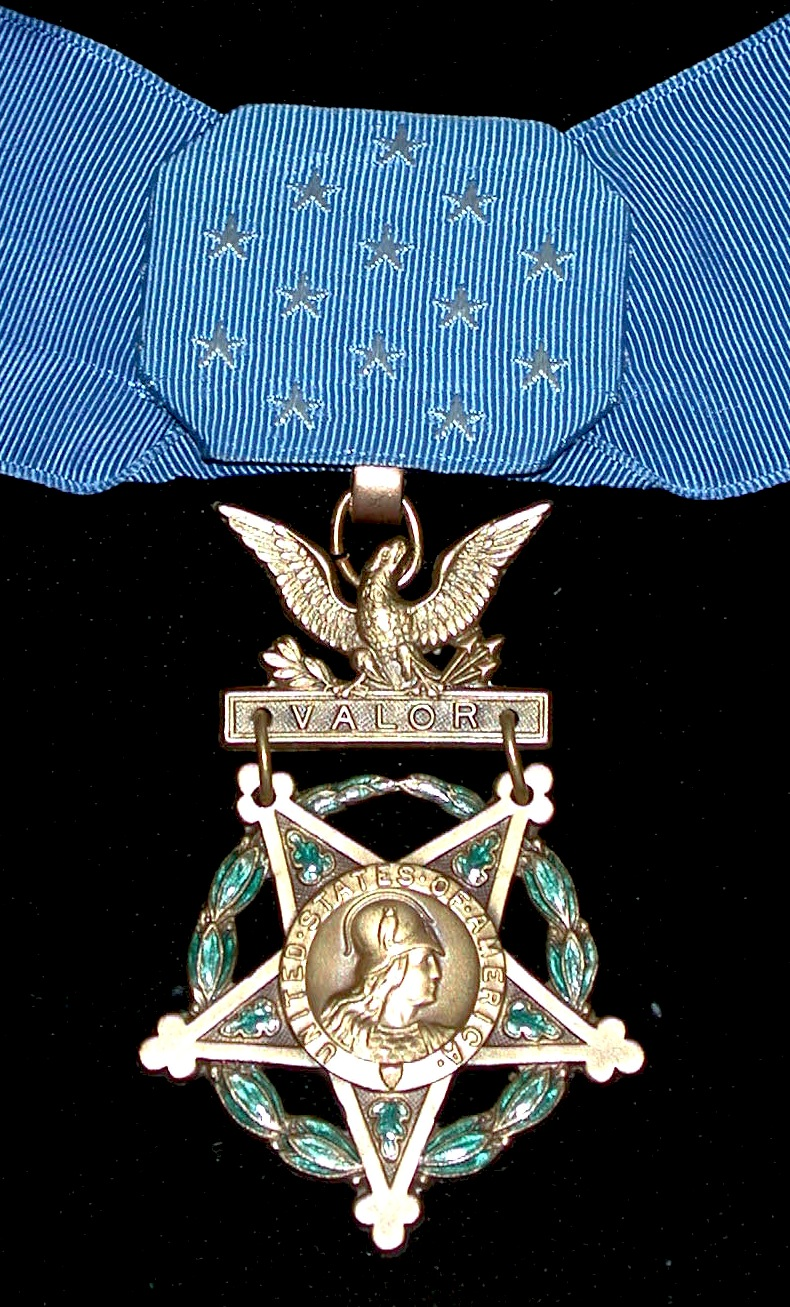

잭 G. 핸슨(영어: Jack Glennon Hanson, 1930년 9월 18일 ~ 1951년 6월 7일)는 미국의 군인이다. 그는 한국 전쟁에 참전하여 명예 훈장을 수상하였다.

## 같이 보기
- 한국 전쟁 명예훈장 수훈자 목록